# Augen auf!
«Augen auf!» (Alemán: «Ojos abiertos») es el primer sencillo del álbum, Wahrheit oder Pflicht del grupo de metal industrial alemán Oomph!, y su primer editado bajo el sello GUN. Augen auf! se considera que es la canción más conocida de Oomph! y le trajo a la banda su principal éxito comercial. El tema estuvo en la cima de las listas alemanas durante cinco semanas, y fue número uno en las listas austriacas durante cuatro semanas. "Augen auf" fue disco de oro (150 000 copias vendidas) en Alemania. La canción también apareció en la banda sonora del juego FIFA 2005 y en el de la UEFA Euro 2004.

## Videoclip
El videoclip de "Augen auf!" comienza con dos niños de alrededor de seis o siete años de edad yendo juntos por un camino desierto. La niña se vuelve a mirar a alguien o algo que venía detrás de ellos, mientras que su compañero parece no darse cuenta. Entonces se revela que la pareja se dirigía a una fiesta de cumpleaños, presumiblemente a la de un niño de su misma edad. Todos los invitados jóvenes parecen apáticos y desinteresados en los intentos de los adultos presentes para crear un ambiente de fiesta. Cuando la madre del cumpleañero coloca un pastel frente al niño del principio, simplemente mira a ella y su brillante sonrisa flaquea. Ninguno de los niños come o toca su pastel, y cuando un niño toma una cuchara como si fuera a comer, el cumpleañero sacude la cabeza con desaprobación y el otro chico hace caer rápidamente su cuchara. 
En este punto, el cantante Dero entra disfrazado de payaso, aunque sin maquillaje brillante o colorido, sino con lápiz labial y delineador de ojos negro y ropa de color negro con el cuello de un sacerdote. Él sonríe brevemente a unas niñas gemelas desde la puerta y los ojos de las gemelas parpadea negro por un momento. Luego procede a realizar trucos de magia para los invitados a la fiesta, sin embargo, los trucos no son particularmente sorprendentes y más bien esta secuencia la ofrece con un pañuelo en la boca, sonriendo diabólicamente a los niños mientras los adultos aplauden con entusiasmo. Dero sigue sonriendo monstruosamente cuando hace un gesto la madre del niño de cumpleaños para que se acercara. Él le venda los ojos a ella y le da vueltas en círculos, al igual que estuviera a punto de jugar a la gallina ciega o a un juego similar. La madre del niño comienza a caminar hacia adelante, hacia la pequeña multitud de niños, que la están viendo a ella. Tratando de sentir su camino con sus manos extendidas, la madre se adentra en una pequeña celda sin ventanas, donde su hijo está de pie. Su madre se quita la venda de los ojos y sus ojos se abren en el miedo al ver a su hijo de pie allí. ¿Qué pasa con ella desde entonces? se desconoce, sin embargo hay una fracción de segundo en donde de su mano inerte, deja caer la venda de sus ojos.
La siguiente toma muestra a un muchacho joven que se sienta debajo de una escalera, tal vez en un sótano o bodega. Tiene sus manos sobre los ojos y parece estar contando para el juego del escondite. A partir de aquí, hay una serie de disparos al azar de los niños del cumpleaños sonriendo maliciosamente, y un disparo muestra a la chica del principio con un cuchillo detrás de su espalda, mientras que el piano detrás de ella parece estar tocándose solo. Hay un pequeño tiro de Dero en su traje del payaso y se coloca entre los niños en la pequeña celda del cumpleañero en donde había atraído a su madre en antes. Dero, tiene sus brazos extendidos sobre los niños sonríe locamente, lo que implica que controla a los niños.
A lo largo de todo el vídeo, se muestran lapsos de la banda tocando en un lugar subterráneo, sin ventanas el cual se desconoce. Dero usa un traje de sacerdote y canta mientras Crap y Flux tocan la guitarra a su lado. Leo toca la batería en el fondo como un sustituto de Dero, ya que normalmente la toca él. El plano final es toda la banda inmóvil y de pie mientras un hombre desconocido saca una cubierta de plástico sobre ellos.
El video musical está inspirado en parte a Stanley Kubrick director y guionista de El Resplandor basada en el libro de Stephen King del mismo nombre.
- Datos: Q3629527